# Горбачёв, Пётр Дмитриевич
Пётр Дми́триевич Горбачёв — командир отделения 694-го стрелкового полка (383-я стрелковая дивизия, Отдельная Приморская армия, позднее 33-я армия, 1-й Белорусский фронт), старший сержант.

## Биография
Пётр Дмитриевич Горбачёв родился в посёлке Гусевка  Бобровского уезда Воронежской губернии (в настоящее время Аннинский район Воронежской области). Окончил 7 классов школы, работал бригадиром в колхозе.
В марте 1943 года Архангельским райвоенкоматом Воронежской области был призван в ряды Красной армии. На фронтах Великой Отечественной войны с того же года.
В боях за мыс Херсонес возле Севастополя 11 мая 1944 года при отражении контратаки противника младший сержант Горбачёв огнём своего противотанкового ружья подавил 3 пулемётные точки противника, уничтожив при этом 12 солдат и офицеров противника. Приказом по 383-й стрелковой дивизии он был награждён орденом Славы 3-й степени.
С началом Варшавско-Познанской операции 14 января 1945 года старший сержант Горбачёв с отделением в населённом пункте Кшивда (11 км юго-восточнее Зволеня Повят-Зволеньский, Мазовецкое воеводство, Польша), под сильным артиллерийско-пулемётным огнём вышел на рубеж атаки, обошёл дом, в котором засели пулемётчики противника и уничтожил их гранатами, обеспечив успешное продвижени роты и успех батальона. Приказом по 33-й армии от 21 февраля 1945 года он был награждён орденом Славы 2-й степени.
В ходе Висло-Одерской операции 16 апреля 1945 года при прорыве обороны противника на левом берегу реки Одер (в 9 км юго-восточнее города Франкфурт-на-Одере) помощник командира взвода Горбачёв ворвался в траншею противника и гранатами уничтожил пулемёт вместе с расчётом. Будучи ранен, продолжал вести огонь до конца боя. Указом Президиума Верховного Совета 15 мая 1946 года старший сержант Горбачёв был награждён орденом Славы 1-й степени.
В 1945 году старшина Горбачёв демобилизовался, вернулся на родину. Жил в Воронеже, работал мастером на Воронежском авиационном заводе.
Скончался Пётр Дмитриевич Горбачёв 4 апреля 1974 года.

## Память
- Похоронен на Левобережном кладбище Воронежа.

03 мая 2017 года в Воронеже, на улице Героев Стратосферы, на доме номер 2, где жил П. Д. Горбачёв, была установлена памятная гранитная мемориальная доска.